# Sandály

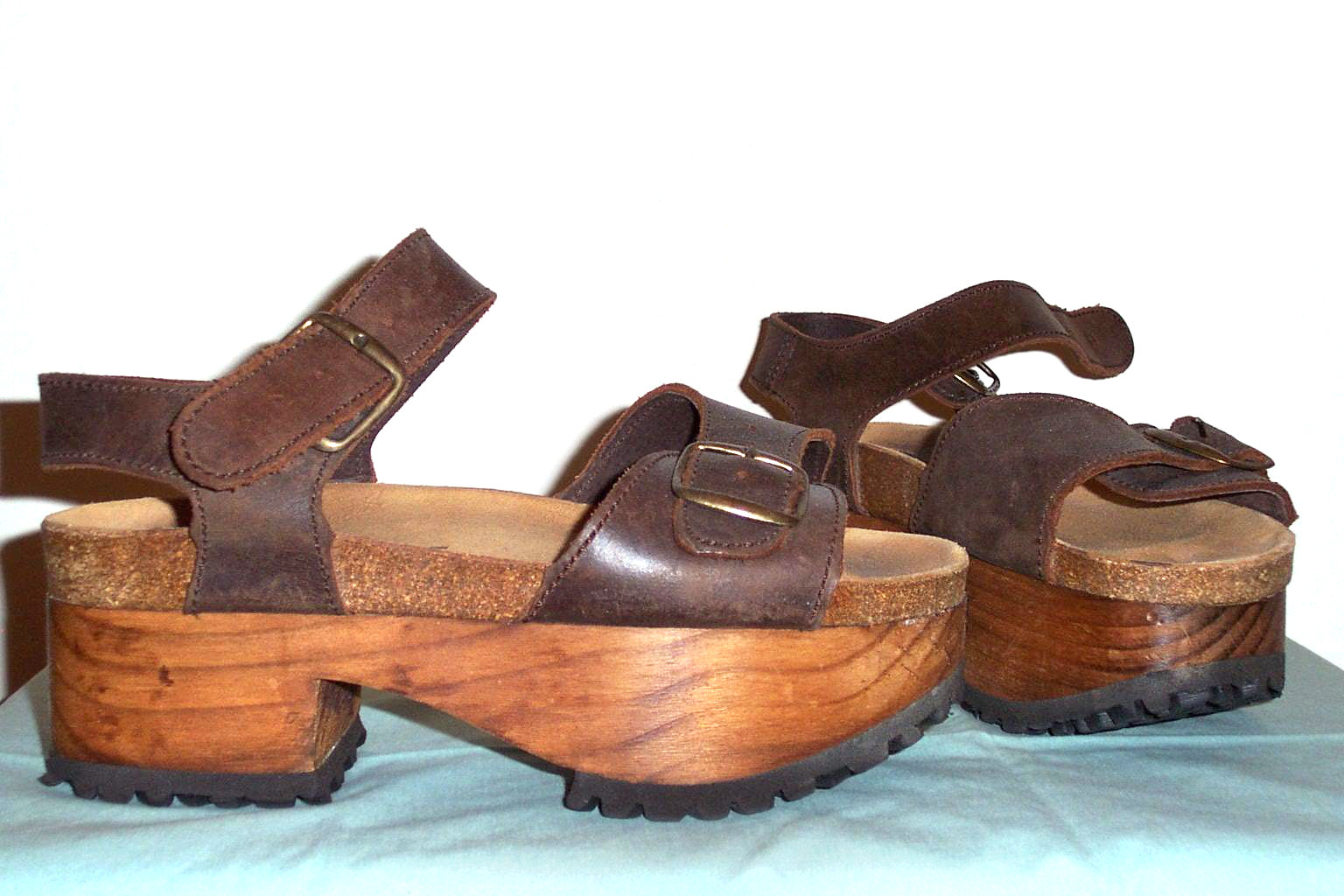
Dřevěné sandály s koženým vrškem

Sandály (jednotné číslo sandál, z lat. sandalium, z řec. σανδάλιον, mn. č. σανδάλια, původ slova perský nebo egyptský) jsou vzdušná obuv, používaná v teplých oblastech, respektive v teplých ročních obdobích. Sandál sestává z podrážky (často ze dřeva či pryže, ale může být i z jiného materiálu), ke které je připevněno několik řemínků (látkových, plastových, nebo kožených), které přidržují nohu u podrážky. Často se používají jako plážová obuv.
V množném čísle se v češtině poměrně často vyskytuje též tvar sandále, který kodifikace spisovné češtiny nepřipouští, jde o slovakismus, resp. spisovný tvar slovenského plurálu. V 6. pádu jednotného čísla jsou přípustné dva spisovné tvary (sandálu, sandále). 